# Kulturpreis der Stadt Chur
Der Kulturpreis der Stadt Chur wird im Dreijahresrhythmus an Personen, die am kulturellen Schaffen der Stadt Chur und am Kanton Graubünden mitwirken, vergeben.

## Geschichte
Die Stadt Chur kann einen Kultur, Anerkennungs- und Förderpreis vergeben. Der Kulturpreis ist mit 8000, die Anerkennungs- und Förderpreise mit je 4000 Schweizer Franken dotiert.

## Preisträger

### 2024
Es wurden insgesamt 28'000 Schweizer Franken vergeben.
|                   | Gewinner               |
| ----------------- | ---------------------- |
| Kulturpreis       | Ursina Lardi           |
| Anerkennungspreis | Marc Lardon            |
| Anerkennungspreis | Christian Klucker      |
| Förderpreis       | Kollektiv Piera Buchli |
| Förderpreis       | Jamira Estrada         |
| Förderpreis       | Martha Mutapay         |

### 2023
Es wurden insgesamt 24'000 Schweizer Franken vergeben.
|                   | Gewinner                |
| ----------------- | ----------------------- |
| Anerkennungspreis | Livio «LIV» Biondini    |
| Anerkennungspreis | Andrea «Geesbeatz» Gees |
| Anerkennungspreis | Gion Andrea Casanova    |
| Anerkennungspreis | Ines Marita Schärer     |
| Förderpreis       | Val Minnig              |
| Förderpreis       | Okto Vulgaris           |

### 2022
Es wurden insgesamt 24'000 Schweizer Franken vergeben.
|                   | Gewinner            |
| ----------------- | ------------------- |
| Anerkennungspreis | Christian Sprecher  |
| Anerkennungspreis | Siegfried Friedrich |
| Anerkennungspreis | Orit Teply          |
| Förderpreis       | Laura Decurtins     |
| Förderpreis       | Ginia Holdener      |
| Förderpreis       | Arcaine             |

### 2021
Es wurden insgesamt 24'000 Schweizer Franken vergeben.
|                   | Gewinner         |
| ----------------- | ---------------- |
| Anerkennungspreis | Gian Häne        |
| Anerkennungspreis | Letizia Scherrer |
| Förderpreis       | Anna Erhard      |
| Förderpreis       | Momo Kawazoe     |
| Förderpreis       | Sibilla Caflisch |
| Förderpreis       | OKRO             |

### 2020
Es wurden insgesamt 28'000 Schweizer Franken vergeben.

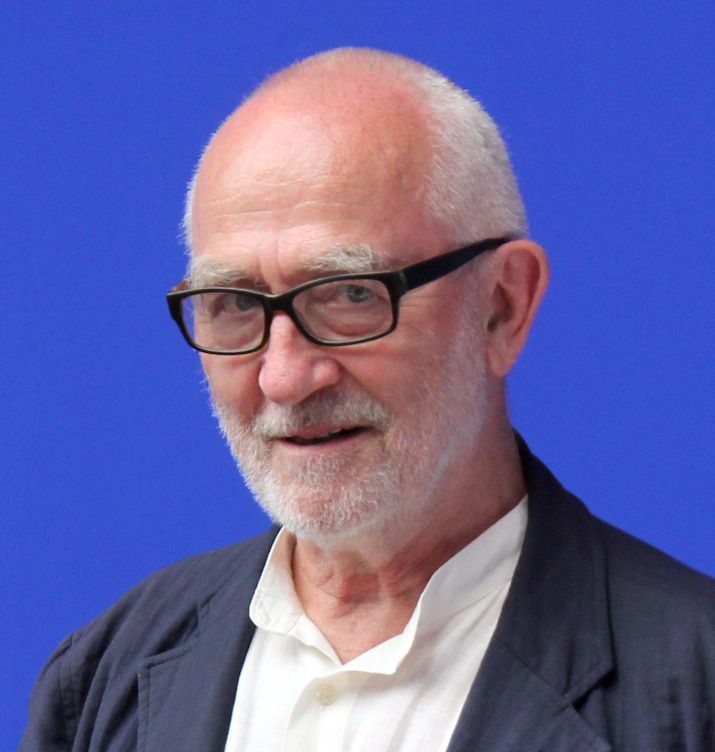
Peter Zumthor

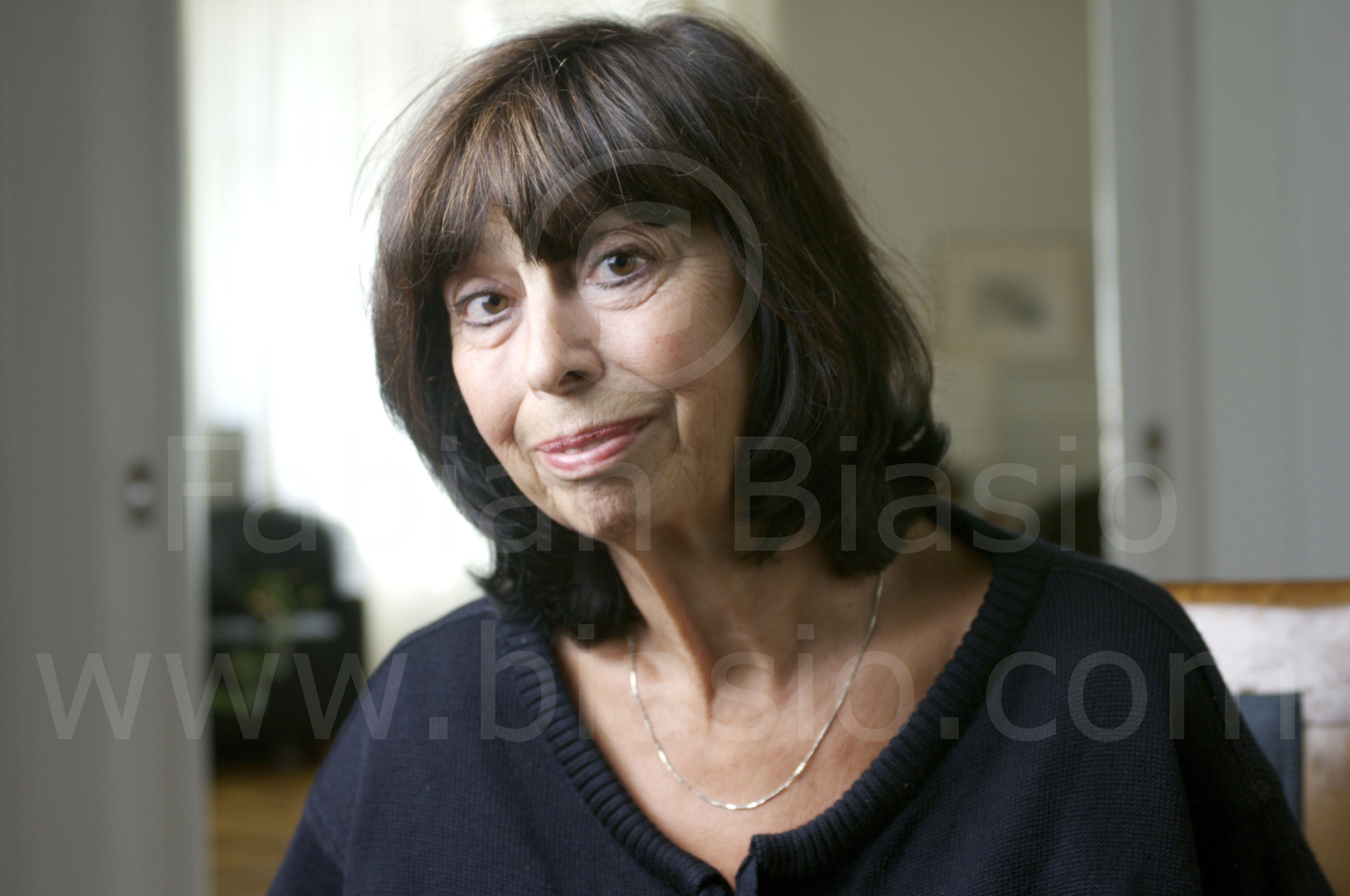
Margrit Sprecher

|                   | Gewinner         |
| ----------------- | ---------------- |
| Kulturpreis       | Peter Zumthor    |
| Anerkennungspreis | Leza Dosch       |
| Anerkennungspreis | Andrea Thöny     |
| Anerkennungspreis | Margrit Sprecher |
| Anerkennungspreis | Galeria Cuadro22 |
| Förderpreis       | Piero Good       |

### 2018
Es wurden insgesamt 24'000 Schweizer Franken vergeben.
|                   | Gewinner          |
| ----------------- | ----------------- |
| Anerkennungspreis | Raphael Zuber     |
| Anerkennungspreis | Gaudenz Signorell |
| Anerkennungspreis | Claudio Pagell    |
| Anerkennungspreis | Claudia Pagell    |
| Förderpreis       | Annatina Kull     |
| Förderpreis       | Aminta Iseppi     |

### 2015
Es wurden insgesamt 16'000 Schweizer Franken vergeben.
|                   | Gewinner           |
| ----------------- | ------------------ |
| Anerkennungspreis | Corina Caduff      |
| Anerkennungspreis | Heinz Girschweiler |
| Förderpreis       | From Kid           |
| Förderpreis       | Notta Caflisch     |

### 2012
Es wurden insgesamt 20'000 Schweizer Franken vergeben.
|                   | Gewinner         |
| ----------------- | ---------------- |
| Anerkennungspreis | Ralph Feiner     |
| Anerkennungspreis | Elisabeth Sulser |
| Anerkennungspreis | Robert Cavegn    |
| Förderpreis       | Martina Berther  |
| Förderpreis       | Roman Weishaupt  |

### 2011
Es wurden insgesamt 20'000 Schweizer Franken vergeben.
|                   | Gewinner      |
| ----------------- | ------------- |
| Anerkennungspreis | Jürg Conzett  |
| Anerkennungspreis | Georg Tannò   |
| Anerkennungspreis | Daniel Sailer |
| Förderpreis       | Corinne Rusch |
| Förderpreis       | Simon Jäger   |

### 2009
Es wurden insgesamt 24'000 Schweizer Franken vergeben.
|                   | Gewinner              |
| ----------------- | --------------------- |
| Kulturpreis       | Monica Brügger        |
| Anerkennungspreis | David Sontòn-Caflisch |
| Anerkennungspreis | Gian-Marco Schmid     |
| Förderpreis       | Christian Ratti       |
| Förderpreis       | Marco Luca Castelli   |

### 2006
Es wurden insgesamt 24'000 Schweizer Franken vergeben.
|                   | Gewinner          |
| ----------------- | ----------------- |
| Kulturpreis       | Hannes Vogel      |
| Anerkennungspreis | Rinalda Caduff    |
| Anerkennungspreis | Riccarda Caflisch |
| Förderpreis       | Sören Senn        |
| Förderpreis       | Gianin Conrad     |

### 2005
|             | Gewinner     |
| ----------- | ------------ |
| Förderpreis | Corinna Menn |

### 2004
|                   | Gewinner        |
| ----------------- | --------------- |
| Anerkennungspreis | Gioni Signorell |

### 2003
Es wurden insgesamt 16'000 Schweizer Franken vergeben.
| Kulturpreis       | Peter Jecklin      |
| Anerkennungspreis | Felicitas Heyerick |
| Anerkennungspreis | Andi Schnoz        |